# دي هافيلاند فوكس موث
دي هافيلاند فوكس موث (بالإنجليزية: de Havilland Fox Moth)‏ هي طائرة خفيفة أنتجت في المملكة المتحدة. من صناعة دي هافيلاند. كان أول طيران لها في 29 يناير 1932. دخلت الخدمة في 1932، صنع منها 153 طائرة.